# Valggruppe
En valggruppe er et samarbejde mellem en gruppe af politiske partier i en parlamentarisk forsamling, eks. Folketinget, byråd eller regionsråd. 
Gruppen dannes i forbindelse med konstituteringen efter et valg til den respektive forsamling og har som hovedformål at danne et flertal, således at gruppen blandt sine medlemmer kan udpege medlemmer til de stående udvalg eller i kommuner til posterne som borgmester, rådmand eller udvalgsformand. Ofte vil valggruppernes sammensætning være identisk med de valgforbund, der blev indgået forud for det pågældende valg. Der vil som regel også være tale om, at partierne i en valggruppe også har et vist samarbejde i det daglige politiske arbejde.
Efter et folketingsvalg dannes der som regel to valggrupper: En borgerlig bestående af Venstre og Konservative, i de senere år suppleret med Dansk Folkeparti, historisk har Det Radikale Venstre også deltaget; samt en centrum-venstre-gruppering bestående af Socialdemokraterne, SF og Enhedslisten, historisk også undertiden med Det Radikale Venstre.
I kommunerne er valggrupperne langt mindre 'traditionelle' og kan bestå af både borgerlige og venstreorienterede partier, ofte også med deltagelse af en eller flere borgerlister.